# Shaznay Lewis
Tricia Marie "Shaznay" Lewis (Islington, Londres, Inglaterra, 14 de octubre de 1975) es una cantante y compositora inglesa, miembro de la agrupación All Saints. Lewis tiene herencia barbadense y jamaiquina.

## Biografía
Lewis es considerada un elemento clave en el popular grupo femenino All Saints. Sus influencias incluyen rap y Missy Elliott. Además, creció escuchando a Bob Marley y Johnny Mathis. 
Cuando era una adolescente, Shaznay jugó tres partidos para Arsenal L.F.C., un equipo de fútbol femenino en Londres. Ella volvió a jugar fútbol en la película de 2002 Bend It Like Beckham en el papel de la capitana del equipo.
Lewis empezó a participar en concursos de canto a los trece años. En una fiesta conoció a Ben Volpeliere-Pierrot de Curiosity Killed the Cat a través de unos amigos. Él la invitó al estudio de grabación Metamorphosis en All Saints Road (Londres), donde empezó a realizar apoyos de voz.
Fue en el estudio de grabación Metamorphosis donde Lewis conoció a Melanie Blatt en 1993 y empezaron a grabar juntas. Junto con Simone Rainford formaron la banda All Saints 1.9.7.5, que más tarde se convirtió en All Saints cuando Simone abandonó el grupo y Nicole y Natalie Appleton se unieron a Melanie y Shaznay.
Lewis ha sido la compositora más activa de All Saints y es la autora de la mayoría de las canciones de la agrupación. En 2001, ella ganó el Premio Ivor Novello. Luego de que el grupo se separó, ella lanzó su primer sencillo como solista "Never Felt Like This Before" en julio de 2004. El sencillo alcanzó el puesto 8 en las listas de popularidad y formó parte del álbum Open, el cual llegó al Top 30. Su siguiente sencillo fue "You", él cual alcanzó el puesto 56 en las listas.
Lewis ha participado en dos filmes: Bend It Like Beckham (2002) y Hideous Man (2002). El 14 de noviembre de 2004 ella participó en la regrabación de "Do They Know It's Christmas?" de Band Aid 20.
El 21 de agosto de 2004, Lewis se casó con el bailarín Christian Horsfall. Ella tuvo su primer hijo, Tyler Xaine, en febrero de 2006. El 24 de enero de 2006 se anunció que All Saints se había reunido y que lanzaría un nuevo álbum, Studio 1, el 13 de noviembre de 2006. All Saints realizó su primera presentación en televisión desde la reunión en el programa británico Saturday Night Takeaway el 21 de octubre de 2006. El primer sencillo del nuevo álbum fue "Rock Steady," la cual llegó al Top 3 en el Reino Unido. El estreno del sencillo fue seguido rápidamente por el lanzamiento del álbum Studio 1, el cual se colocó en el puesto 40 de las listas británicas de popularidad. El segundo sencillo del álbum, "Chick Fit" no llegó al Top 200 y la compañía discográfica Parlophone canceló el contrato del grupo.
En 2008, Lewis participó en el sencillo de Wideboys «Daddy O», el cual alcanzó la posición 32 en las listas de popularidad británica. Posteriormente, la cantante se dedicó a escribir canciones para otros proyectos, tales como «Reach Out», la cual apareció en el álbum de 2009 Where We Are de Westlife, «Distractions», la cual fue incluida en el álbum de 2011 Adulthood de CocknBullKid, y el sencillo de Stooshe «Black Heart».

## Discografía
Para la discografía de Shaznay Lewis con All Saints véase Discografía de All Saints

### Álbumes
| Nombre del álbum | Información                                                                                |
| ---------------- | ------------------------------------------------------------------------------------------ |
| Open             | - Lanzado: 19 de julio de 2004 - Sello discográfico: London Records - UK Albums Chart: #22 |

### Sencillos
| 2004                                                     | "Never Felt Like This Before" | 8  | 19 | 82 | Open |
| 2004                                                     | "You"                         | 56 | —  | —  | Open |
| "—" denota que los sencillos no aparecieron en la lista. |                               |    |    |    |      |

### Colaboraciones
| 1997                                                     | "I Wanna Be Your Lady" (junto con Hinda Hicks) | 14 | Hinda |
| 2008                                                     | "Ice Cream" (junto con Anthony Asher)          | 25 |       |
| 2008                                                     | "Daddy-O" (junto con Wideboys)                 | 32 |       |
| "—" denota que los sencillos no aparecieron en la lista. |                                                |    |       |

## Filmografía
- "Lifeless" (2005, video musical de N-Dubz)
- "Free" (2004, video musical de Estelle)
- Hideous Man (2002)
- Bend It Like Beckham (2002)
- "I Don't Really Care" (2000, video musical de K-Gee)